# Lentomita hirsutula
Lentomita hirsutula är en svampart som tillhör divisionen sporsäcksvampar, och som beskrevs av Bres.. Lentomita hirsutula ingår i släktet Lentomita, och familjen Chaetosphaeriaceae. Arten är reproducerande i Sverige.